# 148 (število)
148 (stó óseminštírideset) je naravno število, za katerega velja 148 = 147 + 1 = 149 - 1.

## V matematiki
- sestavljeno število.
- osmo sedemkotniško število.
- sedmo središčno sedemkotniško število.
- Ulamovo število {\displaystyle 148=3+145\,\!}.